# Nordens kristnande
De nordiska ländernas övergång till kristendomen och tillträde till den väst-romerska kultursfären inleddes ett till två århundraden efter att Karl den Store besegrade saxarna i dagens Tyskland år 804 och lät kristna de stammar som fortfarande var hedniska. Förutom dagens Finland blev emellertid inte nordborna påtvingade kristendomen genom korståg och yttre våld, utan lät omvända sig främst efter att olika missionärer hade besökte dem. Nordborna hade redan innan dess mött den kristna tron genom olika resor och genom att ta kristna slavar till Norden.

## Danmark
Missionärer från Tyskland skickades till Danmark med uppgift att kristna danskarna. Kungen som var i ledningen Harald Blåtand, son till Gorm den gamle och drottning Tyra, förklarade Danmark kristet år 960 e.Kr genom att resa en runsten. Omkring 990 byggdes en stavkyrka i Lund och hela det medeltida Danmark anses ha antagit kristendomen senast vid 1000-talets mitt. Då konsoliderades också den danska kyrkans organisation. Som kristen kung fick man en helt ny makt. Kungen förklarades som "Guds nåde" och kunde styra som han ville eftersom han var Guds "röst". Harald såg möjligheterna i sitt eget land men att kristna landet betydde också bättre gemenskap med den mäktiga kejsaren i Tyskland.

## Sverige
Ansgar, som var en munk från Tyskland, skickades till Birka för att träffa stadens kung Björn som enligt Ansgarsvitan inte kände till Ansgars ärende. Han får dock tillstånd att predika i staden och vem som helst får tillåtelse att ta del av budskapet.  829 e.Kr besökte Ansgar Birka och försökte lära ut kristendomen och byggde även den första kyrkan som vi idag känner till. Kyrkan och staden försvann med tiden och missionen i staden Birka dör ut, och det dröjer till kring år 1000 innan kungen beslutar att Svealand ska kristnas.
Gällande kristnandet av götaländerna så finns det mycket som pekar mot att den tidigaste missionen kommer från England. Det mesta pekar också mot att det är missionen i götaländerna som blir långvarig.  Arkeologiska utgrävningar i Varnhem i Västergötland har hittat ett flertal kristna gravar från tidigt 900-tal. Förmodligen skedde kristnandet via människor som varit i England och tog med sig kristendomen till Västergötland. Missionen i Svealand tar ny fart långt senare än Ansgar. Först under 1000-talet kan man med säkerhet säga att kristendomen börjar etablera sig i Svealand. Med tiden är det Hamburg/Brehmen som får mandatet från Rom att missionera såväl götaländerna som Svealand.
Kristendomen spred sig långsamt i det som idag är Sverige och fick aldrig något riktigt fäste förrän kungar och stormän kristnades. En av de teorier som finns är att varje enskilt ting tog beslut om man skulle övergå till kristendom eller ej. Jan Arvid Hellström delar in kristnandet av Sverige i tre faser; 1. den individuella fasen, 2. den kollektiva fasen och 3. den kyrkorättsliga fasen. Den individuella fasen lär ha inletts tidigast oavsett vilket landskap vi talar om. Här är det främst frågan om handelsmän som stött på kristendomen under sina resor ner i Europa. Den kollektiva fasen kan ha gått till på samma sätt under förutsättningen att ett helt skeppslag eller en familj stött på kristendomen på resa. Det kan också vara frågan om att vandringsmunkar predikat för lokala stormän som beslutat sig för att ta till sig läran och därmed inkluderat sin familj. Den tredje fasen innebar att man på det lokala tinget tagit lagligt beslut att följa kristendomen. Många av de äldsta svenska helgonlegenderna beskriver de två sista faserna.
Hellström understryker också att det inte i första hand har varit frågan om ett teologiskt kristnande. Han menar istället att det är kulten och ritualen som är bärande för omvändelsen. Det mesta tyder på att kristnandet, av i första hand Götaländerna och Svealand, i stort sett var ett oblodigt skeende. Riket Sverige växte fram mycket tack vare kristnandet av götaländerna och Svealand. Här kom Erikslegenden med tiden att stå som en modell för hur en kristen kung skulle styra och ställa.

## Norge
Olav Tryggvason blev kung i Norge år 995 och gjorde sig känd genom att genomdriva kristendomen i delar av landet med hot och våld.[källa behövs]

## Island
Vad gäller Island så var den första kända missionären till ön en tysk missionär, Friedrich. Han ska ha vistats på Island åren 981-986. Olav skickade missionären Thangbrandr till ön. Religionsfrågan kom så upp på alltinget år 1000. De kristna på ön valde Hall Torstensson som företrädare, medan hedningarna valde goden Torgeir Torkelsson som företrädare. Då Hall frånsade sig uppdraget fick Torgeir ensam fatta beslut om vilken religion Island skulle erkänna sig till. Till mångas förvåning valde Torgeir att alla islänningar skulle vara kristna och låta sig döpas, men att tre undantag skulle finnas. Det skulle fortfarande vara tillåtet att sätta ut barn i skogen, att äta hästkött och att dyrka de hedniska gudarna i smyg. På detta sätt skedde religionsskiftet på Island utan våld.